# ルカ・ドンチッチ
ルカ・ドンチッチ（Luka Dončić, [ˈdɒntʃɪtʃ]; 言語発音: [ˈlùːka ˈdòːntʃitʃ]; 1999年2月28日 - ）は、スロベニア・リュブリャナ出身のプロバスケットボール選手。NBAのロサンゼルス・レイカーズに所属している。ポジションはガードまたはスモールフォワード。ニックネームは「Matador」「The Wonder Boy」「Luka magic」

## 経歴

### 幼少期
スロベニアのリュブリャナでバスケットボールのコーチであり、スロベニアリーグとユーロリーグでプレイした経験を持つセルビア人の父親サシャと、ダンサー、ハードル選手、モデルとして活動し、リュブリャナで美容室を経営するスロベニア人の母親ミリャムの元に生まれた。ドンチッチの両親は2008年に離婚を申請し、親権は母親に与えられた。
ドンチッチの家族によると、生後7カ月のときにバスケットボールに触れ、1歳の頃にはおもちゃのゴールでよく遊んでいた。ドンチッチはバスケットボール以外にもサッカーなど様々なスポーツをプレイしていたが、バスケットボールに専念した。7歳のときにリュブリャナの小学校でバスケットボールを始め、自分より背が高く身体能力の高い年上の子供たちと一緒にプレイし、10代前半の頃にはバスケットボールで有名な少年となった。
ドンチッチの父親は彼が8歳のときにスロベニアのクラブであるユニオン・オリンピアでプレイしており、チームのコーチがユースチームへと招待した。ドンチッチは8歳でありながらU-11でプレイし、11歳のときにはU-14でプレイさせようとした。リーグ規定により試合には出場出来なかったが練習ではU-14の選手に混じって練習した。
ドンチッチは2011年9月にブダペストで開催されたU-14の大会でオリンピアの選手として出場し、準決勝でFCバルセロナに敗れたにもかかわらず、大会MVPを獲得した。2012年2月にはU-14のスペインの大会に出場するため、レアル・マドリード・バロンセストにレンタル移籍のような形で移籍し、チーム最年少ながら平均13.0得点、4.0リバウンド、2.8アシスト、3.3スティールを記録し、トーナメントではまたもやMVPを獲得した。その年の4月にはローマで行われたU-13のトーナメントでは、準決勝で29得点、15リバウンドを記録し、決勝では54得点、11リバウンド、10アシストを記録し、この大会でもMVPを獲得した。
2012年9月、13歳となったドンチッチはレアル・マドリードと5年契約を結び、U-16のチームへ参加した。スペイン語と慣れない環境に適応しながら、2013年2月にはスペイン国内の大会の決勝戦で25得点、16リバウンド、5スティールを記録し、平均24.5得点を記録し、MVPを獲得した。また、3月にはU-16のスペイン選手権でもMVPを獲得した。
2014-15シーズンでは、主にレアル・マドリードのU-18のチームと、Bチームでプレイした。2015年1月に行われたU-18のトーナメントで、16歳だったにもかかわらずそのトーナメントのファーストチームに選出された。5月にはU-18のネクスト・ジェネレーショントーナメントで優勝し、MVPに選出された。

### レアル・マドリード・バロンセスト
2015-16シーズンにドンチッチはトップチームに昇格した。。16歳2カ月2日でのプロデビューは、リッキー・ルビオ、アンヘル・レボロに次いでリーグ史上3番目に若いデビューとなった。
正式にトップチームのメンバー入りとなり、2015年10月8日に行われたNBAのプレシーズンマッチで、ボストン・セルティックスと対戦し、4リバウンド、1アシスト、1ブロックを記録した。10月16日にはユーロリーグにもデビューし、17歳未満でユーロリーグに出場した21番目の選手となった。

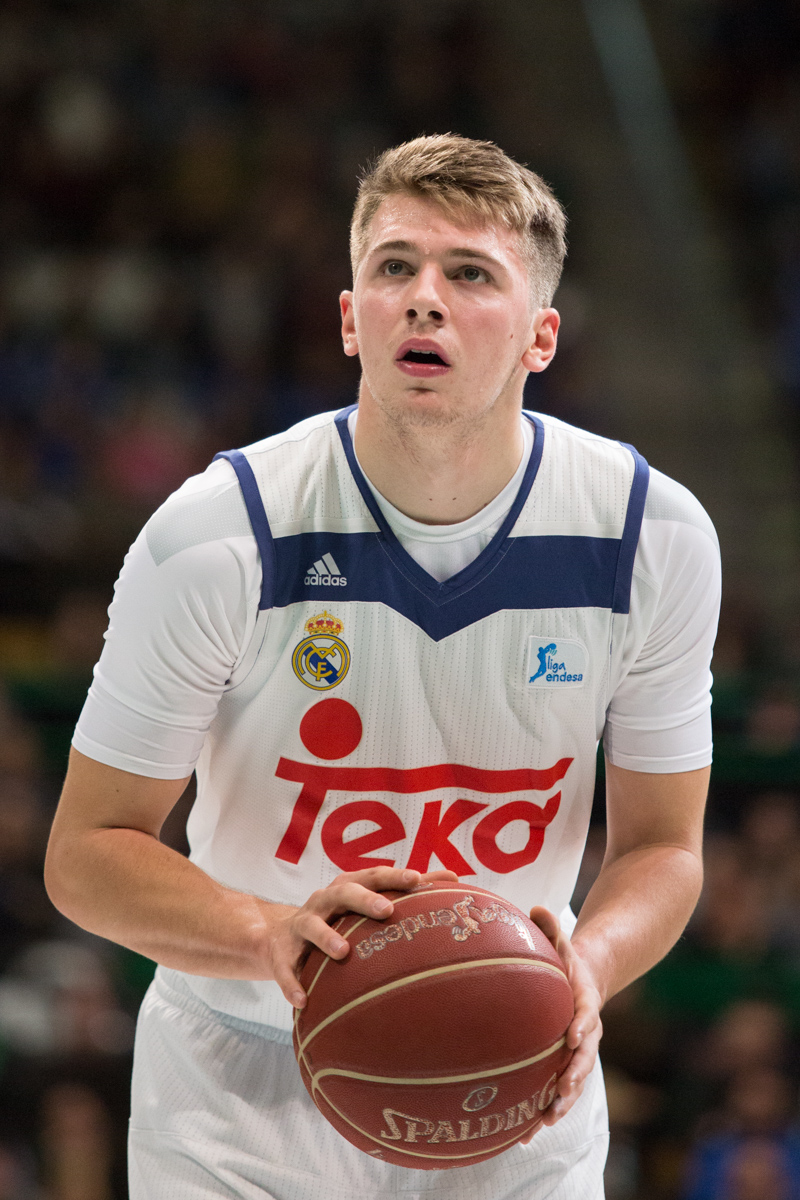
マドリードでのドンチッチ（2017年）

2016-17シーズンでは2016年12月4日に行われたバロンセスト・フエンラブラダとの試合で23得点、11アシストを記録し、初めてのダブルダブルを92-76の勝利で飾ったり、この週に初めて週間最優秀選手も獲得した。最終的にチームをユーロリーグベスト4に導き、満場一致でユーロリーグのライジングスター賞、リーガACBのベストヤングプレイヤー賞を受賞した。
2017-18シーズンはチームのスター選手であるセルヒオ・リュルが2017年に前十字靭帯の故障により出遅れ、ドンチッチに多くのボールが回ってくるようになった。2018年5月9日、ACB史上7人目（最年少）のトリプル・ダブルを達成した。このシーズンでユーロリーグで活躍し、優勝し、彼はユーロリーグの最年少MVPに輝いた。

### ダラス・マーベリックス

#### 新人王（2018-19）

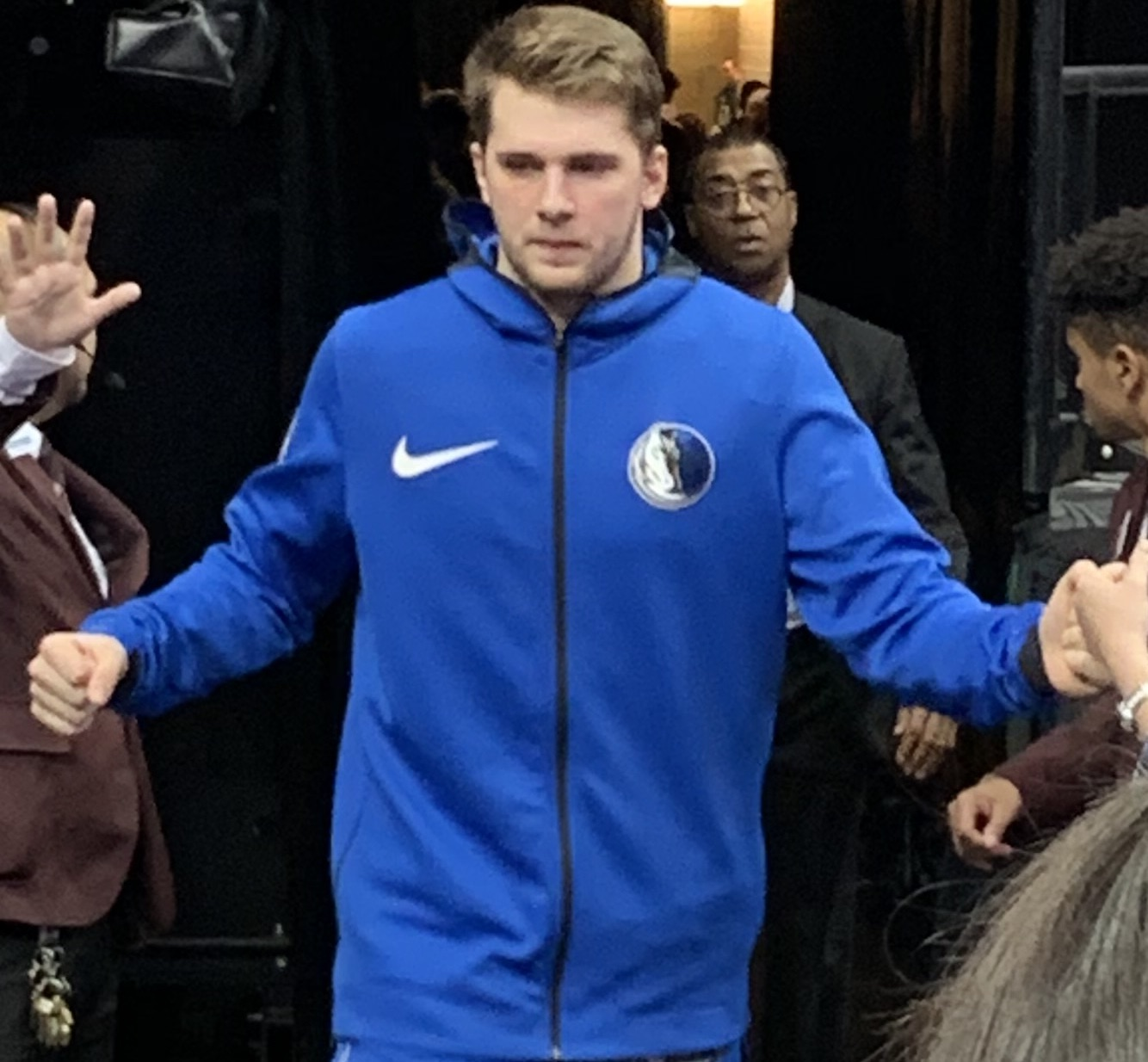
マーベリックスでのドンチッチ（2018年）

ヨーロッパで輝かしい実績を残し、2018年のNBAドラフトへエントリーした。ドラフトではアトランタ・ホークスに全体3位で指名された後に、トレイ・ヤングと将来の1巡目指名権とのトレードで、ダラス・マーベリックスに交渉権が移動した。マーベリックスのリック・カーライルHCは、マーベリックスで長く活躍しているダーク・ノヴィツキーがNBAにすぐには順応出来なかった問題を挙げて、辛抱強く待つ必要があるとしながらも「ルカは特別な才能の持ち主だ。我々にとって特別な選手になってくれる。彼がユース時代、代表チーム、スペインで残した実績を見れば、非常に稀で、特別ということがわかるだろう」とコメントし、期待の高さを伺わせた。
NBAでの1年目となる2018-19シーズン、レアル・マドリードとのバイアウト交渉、ヨーロッパでの疲れなどの問題からサマーリーグは出場しなかったが、9月29日のプレシーズンマッチの北京ダックス戦でマーベリックスデビューを果たし、16得点、6リバウンド、3ブロックを記録した。10月17日にフェニックス・サンズとの試合で121-100で敗れはしたが、10得点、8リバウンド、4アシストを記録し、NBAレギュラーシーズンデビューを果たした。10月20日にはミネソタ・ティンバーウルブズとの試合で140-136で勝利し、26得点、6リバウンドを記録した試合でフランチャイズ最年少で20得点を記録した選手となった。2019年1月21日のミルウォーキー・バックス戦で史上2番目の若さ（2人目の10代）でトリプル・ダブルを達成（最年少記録のマーケル・フルツとは10日違い）。2月2日のクリーブランド・キャバリアーズ戦で2000年以降6人目となる10代で通算1000得点に到達し、2月10日のポートランド・トレイルブレイザーズ戦では10代で史上初の1100得点を超え、20歳の誕生日前までに記録を1194得点まで伸ばした。2019年のNBAオールスターゲームの投票では西カンファレンス・フロントコート部門でファン投票2位だったが、選手間・メディア投票の結果が悪く、総合5位で落選した。

#### 初のオールスター選出とプレーオフ出場（2019-20）
2019-20シーズン、チームにクリスタプス・ポルジンギスとセス・カリーを招き入れシーズンをスタートした。チームは開幕から絶好調であり、ドンチッチは10月と11月に30.8得点、9.9リバウンド、9.6アシストを記録し、ウェスタン・カンファレンス月間最優秀選手に選出された。
2020年9月16日、NBA2年目にして、オールNBAファーストチームに選出した。2年目でのファーストチーム選出はティム・ダンカン以来である。また、MVP投票ではトップ5入りした史上2番目に若い選手となった。

#### 2020-21シーズン

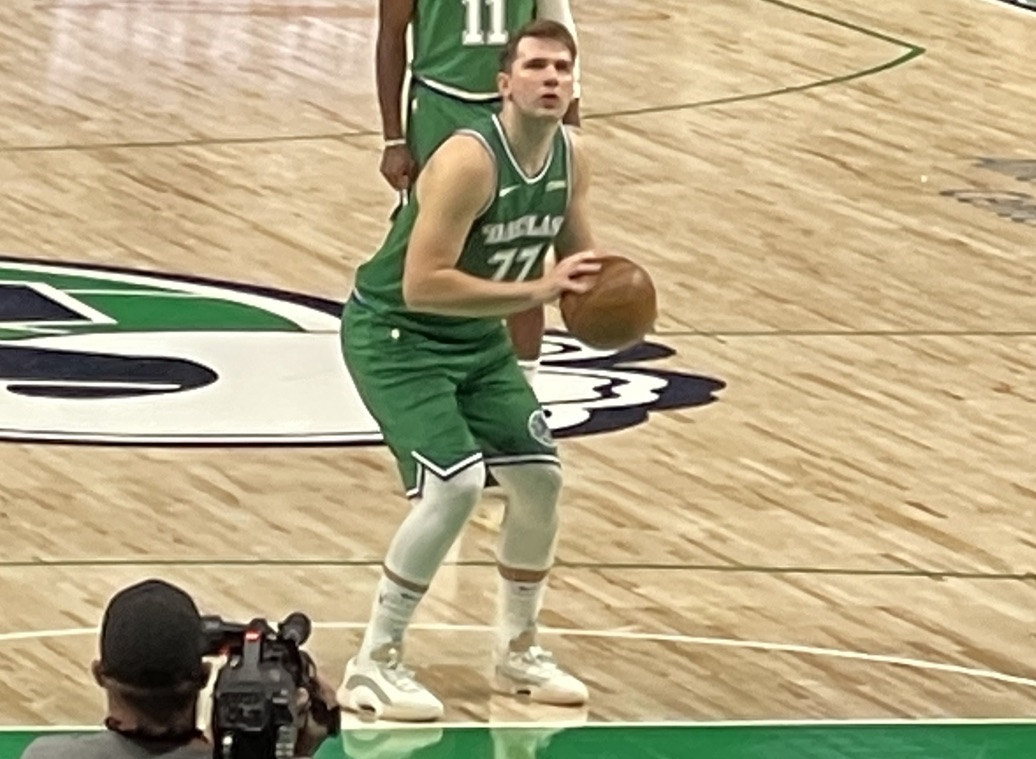
フリースローを放つドンチッチ（2021年）

2021年2月6日のゴールデンステート・ウォリアーズ戦で42得点、11アシスト、7リバウンドを記録し、チームは134-132で勝利した。同月12日のニューオーリンズ・ペリカンズ戦でシーズンハイとなる46得点を含む12アシスト、8リバウンド、1ブロック、1スティールを記録し、チームは143-130で勝利した。5月1日のワシントン・ウィザーズ戦でキャリアハイとなる20アシストを含む31得点、12リバウンドを記録し、チームは125-124で辛勝した。なお、30得点・20アシスト以上でのトリプル・ダブルを達成したのは、オスカー・ロバートソン、マジック・ジョンソン、ラッセル・ウェストブルックに次いでNBA史上4人目であった。同月7日のクリーブランド・キャバリアーズ戦でキャリア通算5000得点に達し、22歳68日での達成は、レブロン・ジェームズ、ケビン・デュラント、カーメロ・アンソニーに次ぐ史上4番目の若さで到達となった。同月22日、プレーオフ第1回戦のロサンゼルス・クリッパーズとの第1戦で31得点、10リバウンド、11アシストを記録し、113-103で勝利した。同月28日の第3戦目では44得点を記録したが、チームは118-108で敗れた。6月6日の第7戦目でプレーオフキャリアハイとなる46得点、14アシストを記録したが、マーベリックスは111-126で敗北し、2年連続1回戦で敗退となった。6月15日に2年連続オールNBAファーストチームに選出された。

#### 2021-22シーズン

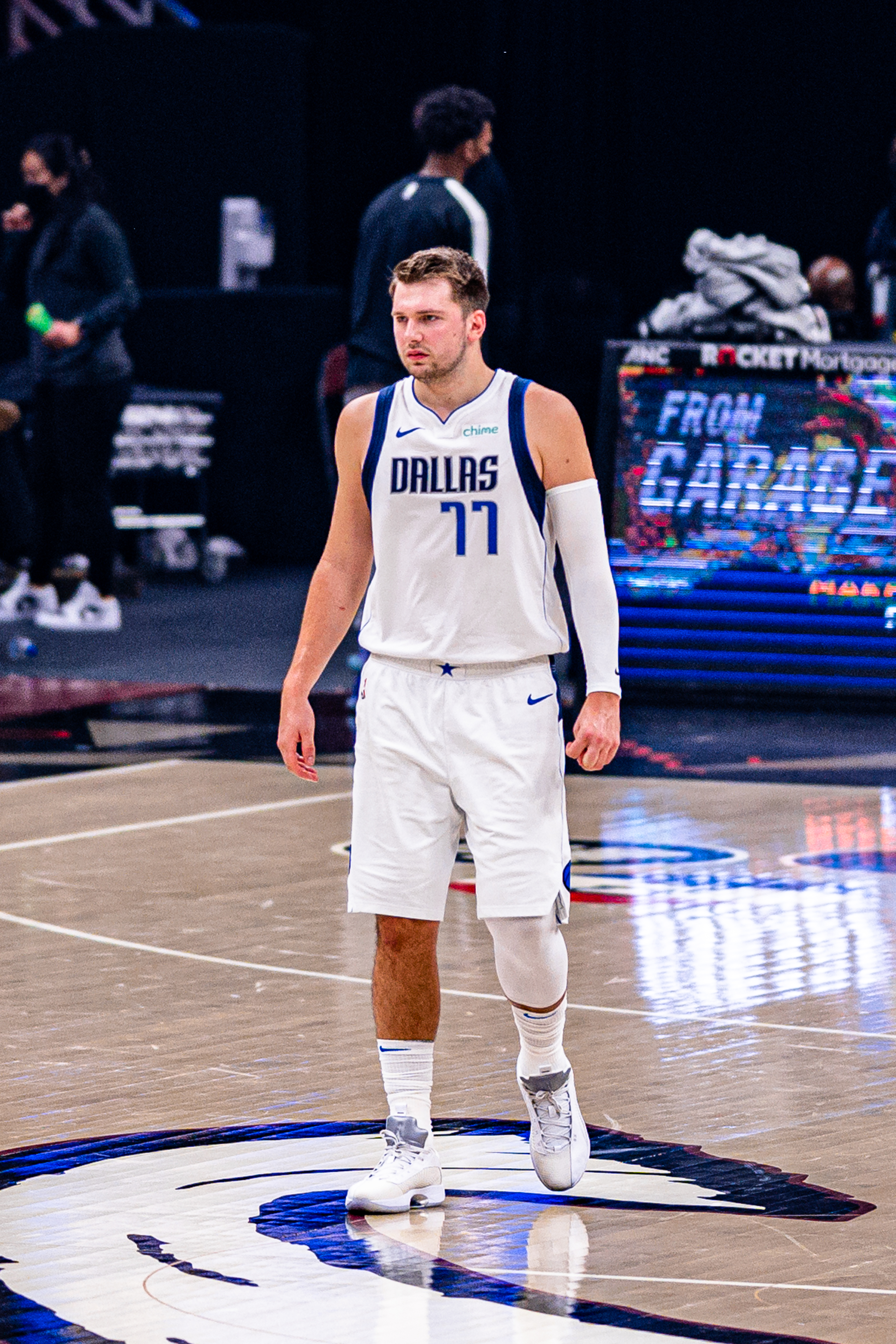
2021年のドンチッチ

2021年7月14日にビデオゲームシリーズであるNBA 2Kの新作NBA 2K22のカバーアスリートになることが発表された。2021年8月9日に史上初めてのスーパーマックスルーキー契約となる5年総額2億700万ドルの延長契約に合意した。2022年2月10日のロサンゼルス・クリッパーズ戦でシーズンハイとなる51得点（うち3ポイントシュート7本）を記録し、チームは112-105で勝利した。2連戦となった2月13日には、45得点、15リバウンド、8アシストを記録したが、99-97で敗北した。この2試合で合計96得点を記録し、1967年12月のフィラデルフィア対シアトル戦でウィルト・チェンバレンが記録した100得点以来、同じ相手との2試合での最多得点となった。3月3日、自身2度目のウェスタン・カンファレンス月間最優秀選手に選ばれた。マーベリックスの選手が月間最優秀選手に複数回選出されるのは、ダーク・ノヴィツキーに次いで2人目である。マーベリックスはレギュラーシーズンを52勝30敗で終え、プレーオフではカンファレンスセミファイナルで優勝候補であったフェニックス・サンズをシリーズ4勝3敗で打ち負かし、カンファレンス・ファイナルまで進出した。カンファレンス・ファイナルではゴールデンステート・ウォリアーズと対戦したが、ステフィン・カリーなどの選手を抑えることができず、シリーズ1勝4敗で敗退となった。5月24日、自身3回目のオールNBAファーストチームに選出され、ティム・ダンカン以来となるデビュー4年以内に3回目の1stチーム選出となった。

#### 2022-23シーズン
11月29日のゴールデンステート・ウォリアーズ戦で、自身51度目のトリプル・ダブルとなる41得点、12リバウンド、12アシストを記録し、チームは116-113で辛勝した。また、これは自身5度目の40得点以上トリプル・ダブルであり、これを達成したのは、オスカー・ロバートソン、ジェームズ・ハーデン、ラッセル・ウェストブルック、ウィルト・チェンバレン、レブロン・ジェームズに次いでNBA史上6人目であった。
12月23日のヒューストン・ロケッツ戦で50得点、8リバウンド、10アシストを記録し、チームは112-106で勝利した。なお、マーベリックスの選手が50得点以上を複数回記録したのは、ダーク・ノヴィツキーに次いで史上2人目であった。同月27日のニューヨーク・ニックス戦でキャリアハイとなる21リバウンドを含む60得点、10アシスト、2スティール、1ブロックを記録し、60-20-10トリプル・ダブルを達成したNBA史上初の選手となり、チームは延長戦の末に126-121で勝利した。なお、60得点以上のトリプル・ダブルを達成したのは、ジェームズ・ハーデンに次いでNBA史上2人目であり、50得点・20リバウンド以上のトリプル・ダブルを達成したのは、エルジン・ベイラー、ウィルト・チェンバレンに次いでNBA史上3人目であった。
2023年8月19日にはワールドカップ前の国際強化試合で来日し日本代表と対戦した。

#### 2023-24シーズン
2023年12月7日のユタ・ジャズ戦でレギュラーシーズンでの通算60回目となるトリプル・ダブルを前半のみで達成し、前半のみで25得点以上のトリプル・ダブルを達成した史上初の選手となった。2023年12月25日のクリスマスゲームとして行われたフェニックス・サンズ戦で、NBAのレギュラーシーズンにおいての通算1万得点を達成するなど、クリスマスゲームでの得点としては歴代3位に並ぶ50得点を記録した。
2024年1月26日のアトランタ・ホークス戦でキャリアハイとなる73得点を記録した。3月9日のデトロイト・ピストンズ戦で39得点、10リバウンド、10アシストのトリプル・ダブルを記録し、6試合連続で30得点以上のトリプル・ダブルを達成したNBA史上初の選手となった。レギュラーシーズンでは70試合に出場し、平均33.9得点を記録。リーグトップの平均34.7得点を記録したジョエル・エンビードが僅か39試合出場で規定未到達となり、繰り上がりという形ではあるが自身初の得点王となった。プレーオフに入ると数か所に故障を抱えることとなったが、それでもファイナルに進出し、ボストン・セルティックスとのファイナルでは5試合で1試合平均29.2得点、8.8リバウンド、5.6アシストを記録したが、1勝4敗で敗れて優勝を逃した。

#### 2024-25シーズン
12月7日のトロント・ラプターズ戦で自身79度目のトリプル・ダブルとなる30得点、13リバウンド、11アシストを記録し、通算トリプル・ダブル回数でウィルト・チェンバレン、ジェームズ・ハーデンを抜き、歴代7位となった。同月16日のゴールデンステート・ウォリアーズ戦で自身80度目のトリプル・ダブルとなる45得点、11リバウンド、13アシストを記録し、チームは145-133で勝利した。12月25日のミネソタ・ティンバーウルブズ戦で左腓腹筋に肉離れを起こし、最低1カ月の欠場を余儀なくされた。

### ロサンゼルス・レイカーズ
2025年2月2日にアンソニー・デイビスが絡む3チーム間の大型トレードで、マキシ・クレバー、マーキーフ・モリスと共にロサンゼルス・レイカーズへ移籍した。なお、これはNBA史上最も衝撃的なトレードの一つと称され、シーズン中に現オールNBAプレーヤー同士がトレードされた史上初の事例となった。このトレードの合意後、マーベリックスのゼネラルマネージャーであるニコ・ハリソンはフランチャイズ・プレーヤーであるドンチッチを放出したことで激しい批判を受けたが、「ディフェンスはチームの勝利に繋がると信じている。」と述べ、トレードを擁護している。一方、ドンチッチはこのトレードが合意するまでそれについて何も知らされていなかった。
同月10日の復帰戦となったユタ・ジャズ戦でレイカーズデビューを果たし、24分間の出場で14得点、5リバウンド、4アシストを記録し、チームは132-113で勝利した。同月25日の古巣であるダラス・マーベリックス戦で、レイカーズ移籍後初のトリプル・ダブルとなる19得点、15リバウンド、12アシスト、3スティール、2ブロックを記録し、チームは107-99で勝利した。4月4日のゴールデンステイト・ウォリアーズ戦では19得点を記録するも、6本の3ポイントシュートは全て失敗に終わり、3ポイントシュートの連続成功試合記録が114試合で止まった。4月10日、レイカーズの移籍後初めて古巣マーベリックスのホームで開催された試合ではシーズンハイに並ぶ45得点を記録した。

## プレースタイル
ドンチッチはPG、SG、SFでプレイすることの出来るポジションレスな選手であり、ガードとしては198cm、104kgと大柄な選手となる。また、スモールボールが全盛の現在のNBAではPFのポジションまで入ることが可能と言われている。
3ポイントシュート、ミドルシュートや、ポスト付近でのフローターなど、様々なシュートを決められるスキルを持っている。バスケットボールIQも高く、味方とのピックプレイからも様々なオフェンスのバリエーションを持つ。NBAとユーロリーグでコーチの経験のあるエットレ・メッシーナは、彼の年齢にしては精神面で特に驚異的とコメントしている。ただし、ウィングプレイヤーとしてはクイックネスの欠如が課題とされており、今後の成長が期待される。
バスケットボールのジャーナリストでありスカウトであるオースティン・グリーンはポール・ピアースとジョー・ジョンソンと比較しているが、解説者のフラン・フラチラはゴードン・ヘイワードのスキルとマヌ・ジノビリの精神を持った選手としている。また、ヨーロッパで実績を残し、国際大会でも活躍している選手との比較ではデヤン・ボディロガ、ドラジェン・ペトロヴィッチ、トニー・クーコッチと比較される。ユーゴスラビアとセルビアで代表監督に就いていたイボコビッチによると、ペトロヴィッチやクーコッチよりも成熟した選手であると述べている。本人はスキルの多様性で似るベン・シモンズと自分を比較している。

## 個人成績

### NBA

#### レギュラーシーズン
| シーズン     | チーム       | GP  | GS  | MPG  | FG%  | 3P%  | FT%  | RPG | APG | SPG | BPG | PPG   |
| ------------ | ------------ | --- | --- | ---- | ---- | ---- | ---- | --- | --- | --- | --- | ----- |
| 2018–19      | DAL          | 72  | 72  | 32.2 | .427 | .327 | .713 | 7.8 | 6.0 | 1.1 | .3  | 21.2  |
| 2019–20      | DAL          | 61  | 61  | 33.6 | .463 | .316 | .758 | 9.4 | 8.8 | 1.0 | .2  | 28.8  |
| 2020–21      | DAL          | 66  | 66  | 34.3 | .479 | .350 | .730 | 8.6 | 8.0 | 1.0 | .5  | 27.7  |
| 2021–22      | DAL          | 65  | 65  | 35.4 | .457 | .353 | .744 | 9.1 | 8.7 | 1.2 | .6  | 28.4  |
| 2022–23      | DAL          | 66  | 66  | 36.2 | .496 | .342 | .740 | 8.6 | 8.0 | 1.4 | .5  | 32.4  |
| 2023–24      | DAL          | 70  | 70  | 37.5 | .487 | .382 | .786 | 9.2 | 9.8 | 1.4 | .5  | 33.9* |
| 2024–25      | DAL          | 22  | 22  | 35.7 | .464 | .354 | .767 | 8.3 | 7.8 | 2.0 | .4  | 28.1  |
| 2024–25      | LAL          | 28  | 28  | 35.1 | .438 | .379 | .791 | 8.1 | 7.5 | 1.6 | .4  | 28.2  |
| 通算         | 通算         | 450 | 450 | 34.9 | .468 | .350 | .751 | 8.6 | 8.2 | 1.2 | .5  | 28.6  |
| オールスター | オールスター | 5   | 4   | 23.1 | .412 | .292 | ---  | 2.6 | 5.4 | .2  | .0  | 7.0   |

#### プレーオフ
| シーズン | チーム | GP | GS | MPG  | FG%  | 3P%  | FT%  | RPG | APG  | SPG | BPG | PPG  |
| -------- | ------ | -- | -- | ---- | ---- | ---- | ---- | --- | ---- | --- | --- | ---- |
| 2020     | DAL    | 6  | 6  | 35.8 | .500 | .364 | .656 | 9.8 | 8.7  | 1.2 | .5  | 31.0 |
| 2021     | DAL    | 7  | 7  | 40.1 | .490 | .408 | .529 | 7.9 | 10.3 | 1.3 | .4  | 35.7 |
| 2022     | DAL    | 15 | 15 | 36.8 | .455 | .345 | .770 | 9.8 | 6.4  | 1.8 | .6  | 31.7 |
| 2024     | DAL    | 22 | 22 | 40.9 | .446 | .322 | .765 | 9.5 | 8.1  | 1.9 | .4  | 28.9 |
| 2025     | LAL    | 5  | 5  | 41.6 | .452 | .348 | .891 | 7.0 | 5.8  | 1.0 | .6  | 30.2 |
| 通算     | 通算   | 55 | 55 | 39.2 | .461 | .347 | .737 | 9.2 | 7.8  | 1.6 | .5  | 30.9 |

#### 1試合記録
- 得点：73（2024年1月26日、対アトランタ・ホークス）
- リバウンド：21（2022年12月27日、対ニューヨーク・ニックス）
- アシスト：20（2021年5月1日、対ワシントン・ウィザーズ）

### ユーロリーグ
|  | ユーロリーグチャンピオン |
|  | リーグリーダー           |

| シーズン | チーム             | GP | GS | MPG  | FG%  | 3P%  | FT%  | RPG | APG | SPG | BPG | PPG  | PIR  |
| -------- | ------------------ | -- | -- | ---- | ---- | ---- | ---- | --- | --- | --- | --- | ---- | ---- |
| 2015-16  | レアル・マドリード | 12 | 0  | 11.1 | .407 | .313 | .882 | 2.3 | 2.0 | .2  | .3  | 3.5  | 6.2  |
| 2016-17  | レアル・マドリード | 35 | 15 | 19.9 | .433 | .371 | .844 | 4.5 | 4.2 | .9  | .2  | 7.8  | 13.3 |
| 2017-18  | レアル・マドリード | 33 | 17 | 25.9 | .451 | .329 | .816 | 4.8 | 4.3 | 1.1 | .3  | 16.0 | 21.5 |
| 通算     | 通算               | 80 | 32 | 21.0 | .443 | .344 | .828 | 4.3 | 3.9 | .9  | .3  | 10.6 | 15.6 |

### リーガACB
Cited from ACB.com
|  | リーガACBチャンピオン |

| シーズン | チーム             | GP  | GS | MPG  | FG%  | 3P%  | FT%  | RPG | APG | SPG | BPG | PPG  | PIR  |
| -------- | ------------------ | --- | -- | ---- | ---- | ---- | ---- | --- | --- | --- | --- | ---- | ---- |
| 2014-15  | レアル・マドリード | 5   | 0  | 4.8  | .427 | .333 | .750 | 1.2 | .0  | .0  | .0  | 1.6  | 1.8  |
| 2015-16  | レアル・マドリード | 39  | 0  | 12.9 | .526 | .392 | .708 | 2.6 | 1.7 | .4  | .3  | 4.5  | 5.9  |
| 2016-17  | レアル・マドリード | 42  | 11 | 19.8 | .441 | .295 | .785 | 4.4 | 3.0 | .6  | .3  | 7.5  | 11.9 |
| 2017-18  | レアル・マドリード | 37  | 21 | 24.3 | .462 | .293 | .752 | 5.7 | 4.7 | 1.1 | .4  | 12.5 | 18.4 |
| 通算     | 通算               | 123 | 32 | 18.3 | .463 | .310 | .754 | 4.1 | 3.0 | .7  | .3  | 7.8  | 11.6 |

## 人物
ドンチッチは、スロベニア語、セルビア語、英語、スペイン語の4カ国語を話すことができる。スペイン語に関してはマドリードに所属してから学んでいる。
2017年にはマドリード在籍中にナイキと2年間の契約を結んだ。その後、2019年12月にエア・ジョーダンと複数年の契約を結んだことが発表された。